# سامی جیامالوا جونیور
 سامی جیامالوا جونیور (انگلیسی: Sammy Giammalva, Jr.؛ زادهٔ ۲۴ مارس ۱۹۶۳) تنیس‌باز اهل ایالات متحده آمریکا است.